# Las Casillas (Jaén)
Las Casillas es una pedanía del municipio jiennense de Martos, España. Se encuentra entre los ríos Salado y Víboras y bañada por el pantano del Víboras. Está situada frente a la Sierra de la Caracolera. Junto a Las Casillas, existen otros núcleos poblacionales también pertenecientes a Martos: La Carrasca, 250 habitantes a 2 km, Villarbajo 200 habitantes a unos 5 km.

## Historia
Su origen actual se sitúa a mediados de siglo XIX, en las Doce Casas, construidas por D. Pablo Castanis y D. Narciso Masoliver y Freixas, para albergar a doce colonos y sus familias.
Históricamente hay evidencias de un poblamiento muy antiguo, habiendo aparecido enterramientos neolíticos, cultura de vasos campaniformes, cerca a la actual iglesia y en las Piedras de Cobo, junto a La Carrasca y en las zonas del Castillejo, los Castellones y el Villar Alto.
Los restos más abundantes son ibéricos, correspondientes al Cerro de San Cristóbal donde se encuentra ubicada la ciudad de Bora –pro púnica- que acuña una moneda escasa, en el s. II-I a. C. de medida púnica turdetana (shekel 9,4 g y trishekel 25,4 g) donde aparece Ceres- Astarté? con cetro en el anverso y en el reverso un toro bajo media luna con la leyenda "BORA". La ciudad ha sido expoliada desde antiguo, habiendo sufrido recientemente la indolencia de las autoridades que han permitido que la construcción del pantano destruyera un gran trozo de calzada de acceso a la misma, que se conservaba, así como lo que parecía una tumba de corredor junto al río, al pie de la ciudad. También existen restos ibérico-romanos en el castillejo de Belda, las Piedras de Cobo, Cabeza Gorda, etc. coincidiendo con casi todos los cortijos de la zona, consecuencia de una probable centurización romana del territorio tras la fundación de la Colonia Augusta Gemela Tuccitana.
Entre los cerrillos y el cerro del gato (Lomas de Peinado) quedan restos de la necrópolis ibera estudiada por el profesor Maluquer de Motes Nicolau en conjunto con la de la Bobadilla, que al parecer formaba parte de Bora, por lo que en la denominación latina sería conocida como BI-BORA, castellanizándose luego como Víboras, dando nombre al río y la sierra. (Otros hablan de BIB-BORA, puerta de Bora, lo que no es probable dado que en árabe sería Bab al Bora de lo que no hay constancia alguna). Las piezas encontradas se reparten entre el "Museo de Los Franciscanos" de Martos y el Arqueológico provincial de Jaén.
La ciudad fue luego ocupada por romanos o bien romanizada, de lo que también son frecuentes los restos, especialmente de cerámicas. Diego de Villalta (1579) habla de la aparición de un pilar, base de una estatua dedicada a Marco Aelio de la tribu Galeria y otra piedra, esta cristiana, con la leyenda "Santo Martiri Cipriano Amen", encontradas en la casa de la encomienda de Víboras (ambas hoy en la pared del Ayuntamiento de Martos), donde igualmente se encontró una estatua de Augusto en “mármol negro de dos varas de largo y una y media de grueso”(de la que no conocemos su destino).
Posteriormente con toda certeza pasaría a depender en el período visigodo del Obispo de Tucci (Martos), hasta la conquista musulmana, si bien no hay datos se han encontrado fíbulas de este período en las inmediaciones del cerro de S. Cristóbal y en La Carrasca.
En la reconquista hace de frontera con el reino Nazarí, levantándose el castillo entre los s. IX-X, siendo probablemente un puesto avanzado de la cora de Elvira del iqlim de Alcalá la Real o defensa de las incursiones del reino nazarí. En 1225, Al-Bayyasi, emir de Baeza lo entrega a Fernando III, del que era vasallo, junto al castillo de Martos y Porcuna. 
En el 1226 se expulsa la guarnición musulmana del territorio, siendo en el 1228 entregado al maestre de la Orden de Calatrava Gonzaliañez “hecha donación y mid por el rey a ellos y a su orden de Calatrava de las villas de Martos, Porcuna y Víboras (villa y fuerza de grande importancia) con sus términos, pertenencias y dereceras”, ante la incapacidad de la orden templaria de hacerse cargo del control de la frontera.
A la muerte del último maestre de la Orden de Calatrava don Garci López de Padilla en el 1489, el maestrazgo pasa a la corona. Los Calatravos amplían las defensas del Castillo y lo dotan de la actual estructura (común a las de la orden), ante los ataques musulmanes que sufría el territorio desde Alcaudete y Alcalá.
En el 1576 Villalta indica que era comendador de la villa de Víboras Don Gonzalo Fernández de Villalta (pariente suyo). 
En 1609 es comendador Gaspar de Guzmán, Conde de Olivares y la villa aporta seis lanzas al rey, las mismas que Martos y una renta de 1 892 217 maravedíes, en tanto que Martos aporta menos: 1 192 328 maravedíes; después figura en el cargo Rodrigo de Guzmán, hijo del Duque de Medinasidonia.
Es de resaltar que tras la conquista del Reino de Granada se produce un fuerte crecimiento demográfico de todas las comarcas antes fronterizas que incide negativamente en los ecosistemas por la gran desforestación y roturación de baldíos, en los siglos XV-XVI y que en el XVII producen un grave colapso económico que recogen los documentos de la época, lo que provoca el progresivo abandono de la encomienda de Víboras y su despoblamiento, siendo nuevamente repoblada a partir del siglo XIX mediante la colonización por casas de campo- Cortijos- construyéndose una iglesia (Vadofresno) y dos molinos, uno el del Castillo y otro el del Víboro.
Con la desamortización de Mendizábal, la encomienda se privatiza y divide entre los cuartos altos y los bajos. Se la adjudican las familias catalanas de los Masoliver y los Castanys, siendo uno de estos, Don Pablo, quien inicia la construcción de unos graneros y unas casas mencionadas al principio, dando lugar a las Casillas de D. Pablo a finales del siglo XIX.
En 1905 aumenta la población y se forman las primeras asociaciones: la sociedad obrera “La Honradez” (Anarquista) en la Carrasca y en el 1910 otro en las Casillas "La voluntad" (socialista).
En su área de influencia en 1940 se contabilizaban unas 3000 personas, más unas 2000 en Cortijadas próximas, siendo las Casillas centro administrativo a efectos de seguridad (Guardia Civil), sanidad (médico y enfermera) y sindical, si bien la dependencia de Martos continúa siendo muy importante.

## Economía local
Económicamente subsiste del monocultivo del olivo y la consiguiente producción de Aceite de oliva, habiendo existido antiguamente un floreciente comercio de minerales, principalmente de hematites rojo (Minas de San Juan Bautista, del Alamillo, del Salado, los Cerrillos) y magnetita (Cerro de San Cristóbal), que se continuaron hasta finales del siglo pasado por la familia Fernández Melero, siendo el fundador de la actividad el patriarca de la familia Juan Fernández Bueno, nacido en Montoro que se establece en las Casillas sobre el 1880.
La Cooperativa Sagrado Corazón es el único molino aceitero existente en la actualidad.

## Curiosidades
El primitivo culto a S. José se trasladó de la Ermita de Vado Fresno (1909, primer libro de bautismos) a la actual Iglesia Neogótica obra del Maestro de Obras Francisco Martín Serrano (El Alcalaeño) en 1925. La Casa del Pueblo y "La Voluntad Libre" de Las Casillas de Víboras se fundan en 1910.

## Clima de Las Casillas
|              | Ene | Feb | Mar | Abr | May | Jun | Jul | Ago | Sep | Oct | Nov | Dic |
| ------------ | --- | --- | --- | --- | --- | --- | --- | --- | --- | --- | --- | --- |
| España       | 7   | 7   | 11  | 13  | 16  | 22  | 24  | 24  | 20  | 16  | 10  | 7   |
| Las Casillas | 7   | 9   | 12  | 14  | 18  | 26  | 27  | 27  | 23  | 17  | 10  | 8   |

|              | Ene | Feb | Mar | Abr | May | Jun | Jul | Ago | Sep | Oct | Nov | Dic |
| ------------ | --- | --- | --- | --- | --- | --- | --- | --- | --- | --- | --- | --- |
| España       | 50  | 48  | 55  | 44  | 47  | 13  | 8   | 18  | 39  | 78  | 60  | 55  |
| Las Casillas | 89  | 101 | 76  | 81  | 93  | 16  | 55  | 44  | 98  | 104 | 224 | 116 |

Datos meteorológicos facilitados por el Instituto Nacional de Meteorología.